# Émilie d'Oldenbourg-Delmenhorst
Émilie Antonia d'Oldenbourg-Delmenhorst (15 juin 1614 à Delmenhorst - 4 décembre 1670 à Rudolstadt), est régente de Schwarzbourg-Rudolstadt de 1646 à 1662.

## Biographie
Émilie est la fille du comte Antoine II d'Oldenbourg-Delmenhorst et de son épouse Sibylle-Élisabeth, née duchesse de Brunswick-Dannenberg.
Elle épouse le 4 février 1638 de Louis-Gonthier Ier de Schwarzbourg-Rudolstadt. Lorsque son mari est décédé en 1646, elle prend le gouvernement en tant que tuteur et régente pour son fils, Albert Antoine. Elle est âgée de 32 ans quand elle prend la régence, et gouverne jusqu'à ce que son fils soit en âge de régner, en 1662.
La comtesse donne à ses enfants une éducation religieuse, suivant la ligne promue par la société des Vertueux. Elle engage l'auteur Ahasverus Fritsch comme Précepteur. Il est nommé chancelier durant le règne de son fils.
Émilie est décédée le 4 décembre 1670 à Rudolstadt.

## Descendance
De son mariage avec Louis-Gonthier de Schwarzbourg-Rudolstadt, elle a les enfants suivants :
- Sophie-Juliane (1639-1672)
- Ludmilla Élisabeth de Schwarzbourg-Rudolstadt (1640-1672)
- Albert-Antoine de Schwarzbourg-Rudolstadt (1641-1710), le premier prince de Schwarzbourg-Rudolstadt
- Christiane-Madeleine (1642-1672)
- Marie-Suzanne (1646-1688)